# The Israel Japan Friendship Society and Chamber of Commerce
イスラエル日本商工会議所(英: The Israel Japan Friendship Society、IJFC)およびイスラエル日本親善協会(英: The Israel Japan Chamber of Commerce、IJCC)とはイスラエルに本部を置く、非営利団体（NPO）である。イスラエルと日本の両国における文化活動と商業活動の発展を目的として活動している。
組織は２つの団体から構成されており、イスラエル日本商工会議所(IJCC)は二国間協力の促進、日本とのビジネス展開、商業関係の確立を主な目的とし、イスラエル日本親善協会(IJFS)はイスラエルでの日本文化の拡大を目的としている民間団体である。　